# جغرافیای گواتمالا

موقعیت گواتمالا در قاره آمریکا.

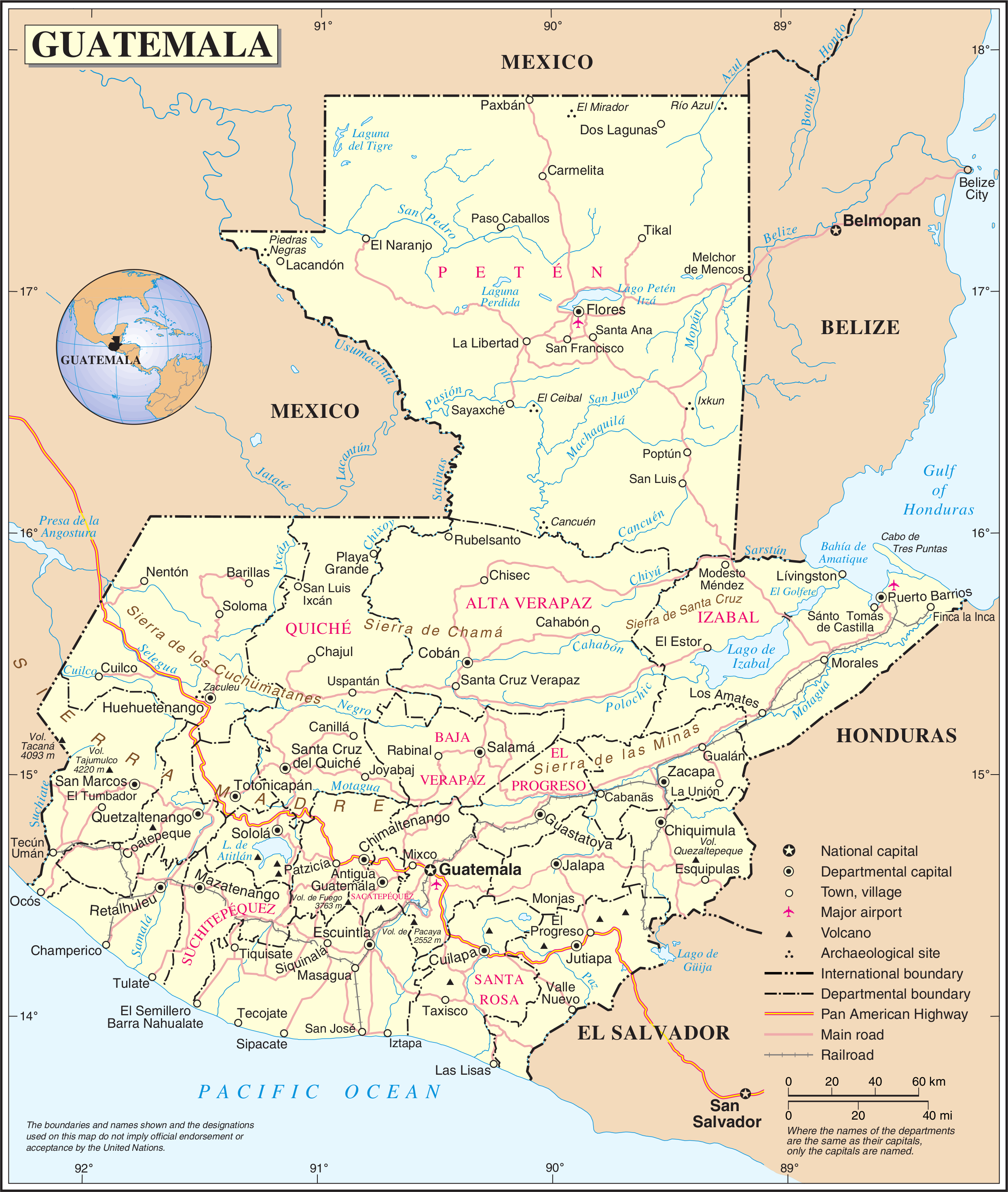
نقشه سیاسی گواتمالا.

کشور گواتمالا در شمالی‌ترین بخش آمریکای مرکزی و در همسایگی مکزیک در شمال و غرب، بلیز در شمال شرق، هندوراس در مشرق و السالوادور در جنوب شرق قرار دارد.
در سمت جنوب غرب، گواتمالا بین مرزهایش با هندوراس و بلیز، کرانه‌هایی در کنار دریای کارائیب دارد. در سمت شمال شرق نیز گواتمالا، بین السالوادور و مکزیک هم‌مرز با اقیانوس آرام شمالی است.
مساحت کشور گواتمالا ۱۰۸٬۸۸۹ کیلومتر مربع است و مساحتی تقریباً کمی بیش از استان اصفهان (۱۰۴۶۵۰ کم) دارد. جمعیت این کشور در سال ۲۰۲۴ میلادی، ۱۸٬۳۵۸٬۴۳۰ برآورد شد.
گواتمالا دارای آب و هوای گرمسیری است اما ارتفاعات آن نسبت به نواحی ساحلی و مناطق پست خنک‌تر است. میزان بارندگی تا حد زیادی به میزان فاصله از ساحل و این‌که در کدام سمت رشته‌کوه‌های اصلی قرار دارید، بستگی دارد.
یک‌سوم شمالی گواتمالا را دشت مسطح سنگ آهکی پوشانده که پتن نامیده می‌شود. پتن زمانی به‌طور کامل با جنگل‌های استوایی پوشیده شده بود اما در بخش‌های جنوبی آن جنگل‌زدایی ادامه دارد. امروزه تنها در یک‌سوم شمالی پتن جنگل اصلی حفظ شده‌است.
زمین‌های پست سواحل اقیانوس آرام و اطلس در گواتمالا با وجود رشته‌کوهی از هم جداست. این کشور پنجاه مایل خط ساحلی در دریای کارائیب و دویست مایل خط ساحلی بر کرانه اقیانوس آرام و ۳۰ کوه آتشفشانی دارد که هشت کوه آن آتشفشان فعال است.
در سال ۱۹۷۶ زمین‌لرزه پایتخت و دیگر شهرها و روستاها را ویران کرد و ۲۳۰۰۰ نفر کشته شدند. رودهای مهم این کشور اوسوماسینتا، موتاگوا و بلندترین نقطه آن تافومولکو با ۴۲۲۰ متر ارتفاع است. آب و هوای گواتمالا جلگه‌ای ساحلی و استوایی است ولی در مناطق کوهستانی معتدل‌تر است.
کاخ ملی در گواتمالاسیتی، ویرانه‌های مایاها در تایکال یوآکساکتوم پیدراس، نگراس، زاکیولئو، و ویرانه‌های اسپانیایی‌ها در آنتی گوا از دیدنی‌های این کشور است.

## جغرافیای فیزیکی
زمین‌های گواتمالا با چهار ویژگی توپوگرافی عمده مشخص می‌شود. گواتمالای جنوبی تحت سلطه رشته‌ای از ۲۷ آتشفشان است که حدود ۳۰۰ کیلومتر بین مکزیک و السالوادور امتداد دارند. بین آتشفشان‌ها و اقیانوس آرام یک دشت حاصلخیز با پهنای ۴۰ تا ۵۰ کیلومتر قرار دارد. منطقه پتن، منطقه‌ای بزرگ، کم‌ارتفاع و مستطیل‌شکل، به سمت شمال پیش می‌آید تا بخشی از شبه جزیره یوکاتان را اشغال کند. یوکاتان یک سکوی آهکی بزرگ است که بین گواتمالا، مکزیک و بلیز مشترک می‌باشد. رشته‌کوه‌ها و دره‌های مرتفعی بین چشم‌انداز آتشفشانی و پتن قرار گرفته‌اند. این قوس‌ها به آرامی از مکزیک به سمت شرق برای مسافتی ۳۴۰ کیلومتری، تا شمال هندوراس امتداد می‌یابند.
لبه جنوبی ارتفاعات غربی این کشور توسط سیرا مادره مشخص شده‌است که از مرز مکزیک به سمت جنوب و شرق امتداد دارد و در ارتفاعات پایین‌تر به سمت السالوادور ادامه می‌یابد. این رشته‌کوه مخروط‌های آتشفشانی شیب‌داری دارد، از جمله آتشفشان تاخومولکو با ۴۲۲۰ متر بلندا که بلندترین نقطه در گواتمالا و آمریکای مرکزی است. تمام ۳۷ آتشفشان گواتمالا (که سه تای آنها یعنی فوئگو، پاکایا و سانتا ماریا فعال‌اند) در این رشته‌کوه قرار دارند و در ارتفاعات تعداد آن‌ها بیشتر است.

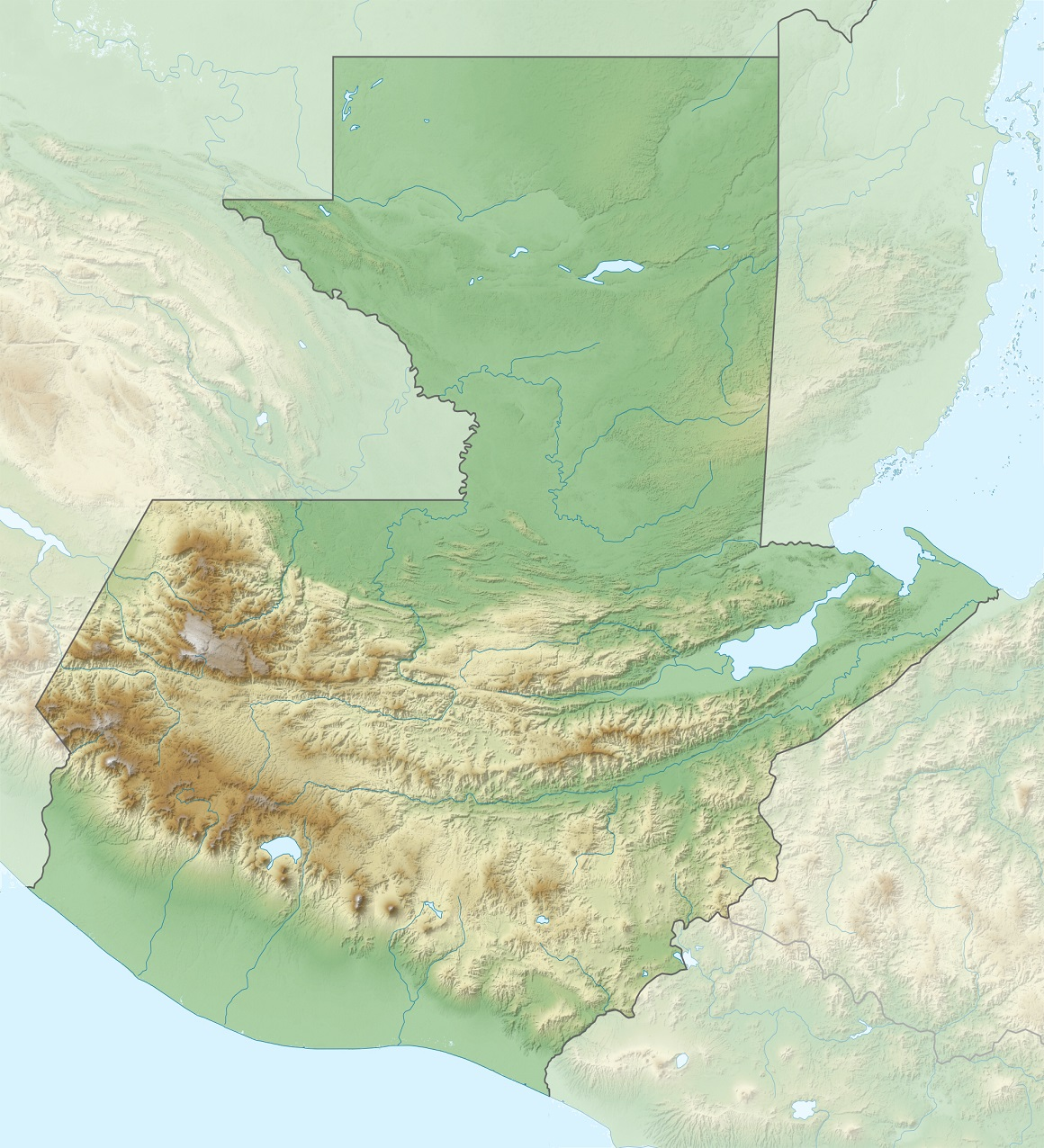
نقشه ناهمواری‌های گواتمالا.

زنجیره شمالی کوه‌ها از نزدیک مرز مکزیک با رشته‌کوه کوچوماتان شروع می‌شود، سپس از طریق رشته‌های چوآکوس و چاما به سمت شرق، تا رشته‌کوه‌های سانتا کروز و میناس، در نزدیکی دریای کارائیب امتداد می‌یابد.
کوه‌های شمالی و جنوبی توسط دره موتاگوآ از هم جدا می‌شوند، جایی که رودخانه موتاگوآ و شاخه‌های آن از ارتفاعات به دریای کارائیب می‌ریزند و در انتهای پایینی آن قابل کشتی‌رانی هستند. پایین‌دست رود موتاگوآ مرز گوتاتمالا با هندوراس را تشکیل می‌دهد.
بیشتر شهرهای بزرگ کشور در ارتفاعات واقع شده‌اند. شهرهای بزرگ کشور عبارتند از: گواتمالاسیتی (پایتخت) با ارتفاع ۱۵۰۰ متر (در بلندی‌های مرکزی)، آنتیگوا گواتمالا با ارتفاع ۱۵۳۰ متر (در بلندی‌های مرکزی)، کویتزالتنانگو در ارتفاع ۲۳۵۰ متی (در ارتفاعات غربی) و پوئرتو باریوس در سواحل کارائیب هستند.
بزرگ‌ترین دریاچه کشور یعنی لاگو د ایزابال (به مساحت ۵۸۹٫۶ کیلومتر مربع)، نزدیک به ساحل دریای کارائیب جای گرفته‌است. آتشفشان تاخومولکو با ارتفاع ۴۲۲۰ متر، بلندترین نقطه آمریکای مرکزی، در شهرستان سان مارکوس در غرب کشور واقع شده‌است.
آخرین زمین‌لرزه بزرگ گواتمالا در ۴ فوریه ۱۹۷۶ رخ داد که بیش از ۲۳ هزار کشته در ارتفاعات مرکزی برجای گذاشت.

## تقسیمات کشوری
کشور گواتمالا به ۲۲ استان به نام‌های زیر بخش شده‌است:

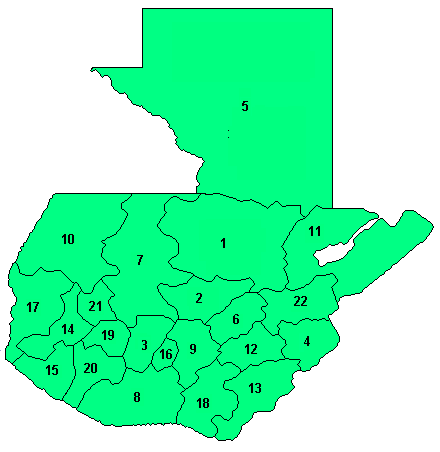
استان‌های گواتمالا.

1. آلتا وراپاز
2. باخا وراپاز
3. چیمالتِنانگو
4. چیکوئیمولا
5. اِل پـِتـِن
6. اِل پـِروگرسو
7. ال کوئیچه
8. اسکوئینتلا
9. گواتمالا
10. هوئه‌هوئه‌تنانگو
11. ایزابال
12. خالاپا
13. خوتیاپا
14. کوئتزال‌تنانگو
15. رتالهولئو
16. ساکاتـِپـِکوئز
17. سان مارکوس
18. استان سانتا روسا (گواتمالا)
19. سولولا
20. سوچیتـِپـِکوئز
21. توتونیکاپان
22. زاکاپا